# Dragons de Fargues
Les Dragons de Fargues sont une ancienne unité de cavalerie française  dissoute, qui combat dans l'Armée de Condé.

## Histoire
Jean-Joseph de Méallet, comte de Fargues, seigneur de Roumegoux et autres lieux, capitaine dans le Royal-Cavalerie, vient prendre ses ordres de Monseigneur le comte d’Artois, à Turin, dès 1790, avec deux autres gentilshommes de sa province. Il émigre en 1791. Fargues fait les campagnes dans l’armée des princes, comme officier dans la Compagnie des gentilshommes d’Auvergne. Il vient d’obtenir, à l’instant de sa mort, en la propriété d’un régiment de dragons de son nom. 
Le commandeur de Fargues, son frère, obtient aussi l'agrément du prince de Condé et les secours de l'Angleterre pour la levée de six cents dragons. Ce régiment se trouve réduit à un escadron de deux cents hommes qui est sur pied quelques mois après. Le commandement passe alors à son frère, François Louis de Fargues qui est employé dans l’armée du prince de Condé. Ses deux fils âgés de 16 et 14 ans combattent dans les dragons de l'armée de Condé. François Louis de Fargues est blessé grièvement en 1796. En réalité, le régiment est plutôt un escadron qui devient squelettique après plusieurs campagnes. Il est caserné un temps à Cracovie.